# E501
La ruta europea E501 és una carretera que forma part de la Xarxa de carreteres europees. Comença a Le Mans (França) i finalitza a Angers (França). Té una longitud de 97 km. Té una orientació de nord a sud.